# العوامر (أسيوط)
قرية عرب العوامر هي إحدى القرى التابعة لمركز أبنوب في محافظة أسيوط في جمهورية مصر العربية. حسب إحصاءات سنة 2006، بلغ إجمالي السكان في العوامر 5711 نسمة، منهم 2937 رجل و2774 امرأة.